# Belén Gigante

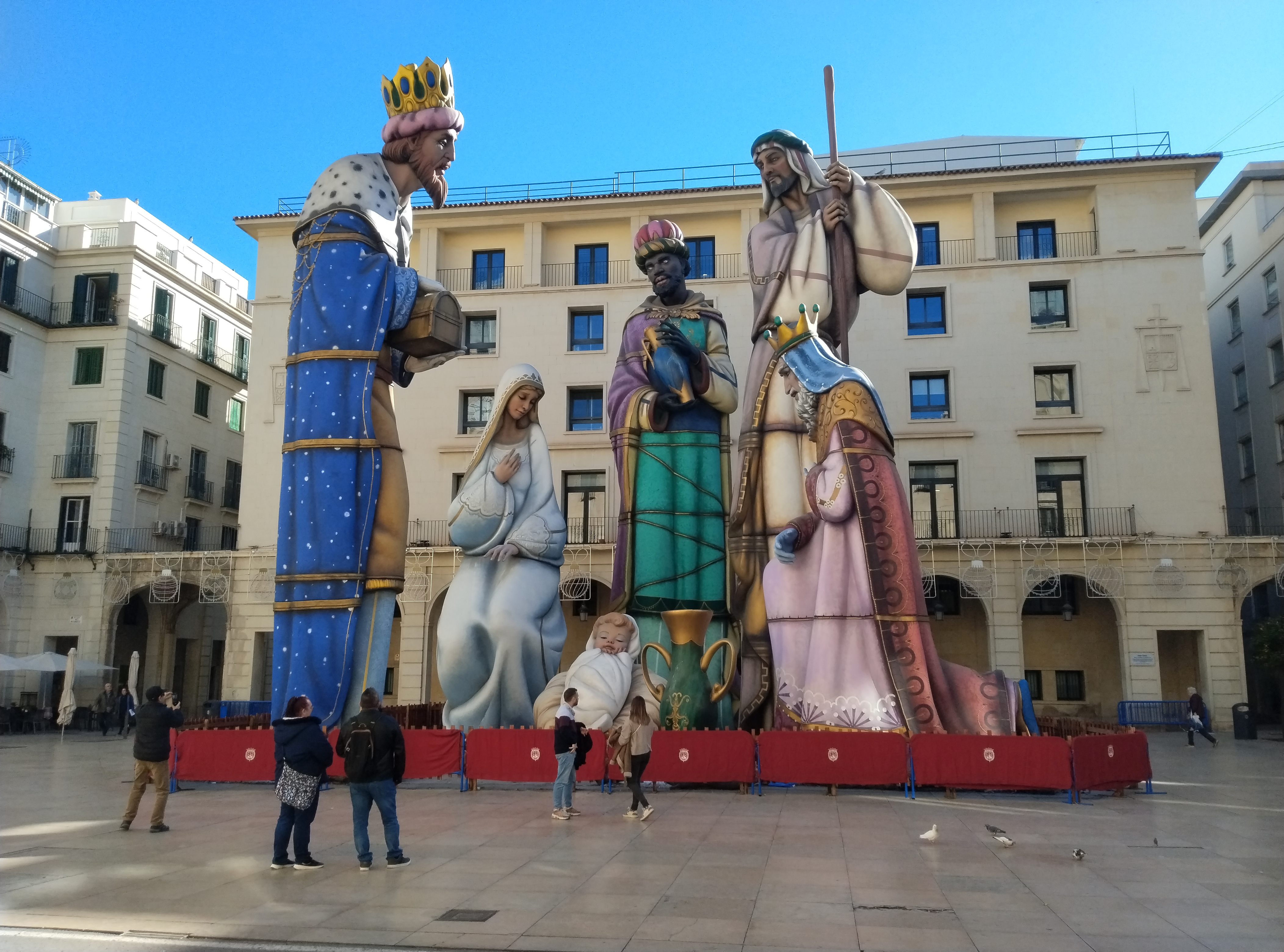
El Belén Gigante en la plaza del Ayuntamiento, Alicante.

El Belén Gigante, también llamado Sagrada Familia, es un nacimiento monumental instalado por el Ayuntamiento de la ciudad española de Alicante con motivo de la celebración de la Navidad. Es considerado como el belén más grande del mundo.

## Historia
El Belén Gigante fue construido por el artista foguerer José Manuel García Esquiva "Pachi", quien para cuya creación se inspiró en el Modernismo alicantino de principios del siglo XX, tomando como referencia a los escultores Vicente Bañuls y Daniel Bañuls –padre e hijo— y a José Gutiérrez Carbonell.
Fue instalado por primera vez en 2019 en la plaza del Ayuntamiento de Alicante. Por entonces el nacimiento solo se componía de tres figuras: la Virgen María, con 10,58 m de altura; san José, de 18,10 m; y el Niño Jesús, 3,32 m. Al siguiente año fue certificado como el belén más grande del mundo por el Guinness World Records, convirtiéndose desde entonces en una atracción a nivel nacional.
En la Navidad de 2021 se cambió la ubicación por la Explanada de España en su confluencia con la rambla de Méndez Núñez y en la del siguiente año se añadieron las nuevas figuras de los Reyes Magos. Desde 2023 el conjunto de la Sagrada Familia y los tres Reyes Magos volvió a instalarse en la plaza del Ayuntamiento debido a que la zona en la que se instaló en los dos años anteriores estaba en obras de remodelación.

### Ángeles gigantes
Desde la Navidad de 2022 el consistorio alicantino complementa el Belén Gigante con la instalación de seis ángeles gigantes en diferentes plazas y lugares emblemáticos de la ciudad. Son obra del artista foguerer Lorenzo Santana y alcanzan una altura de nueve metros.